# Agata Flori
Pour les articles homonymes, voir Flori.
Agata Flori, née le 15 avril 1938 à Tunis en Tunisie, est une actrice italienne. Elle a parfois été créditée sous le nom d'Agata Flory.

## Biographie
Elle débute comme actrice en 1964 par des rôles de figuration. En 1965, elle incarne la princesse Mathilde de Toscane lors de la manifestation Corteo storico matildico ayant lieu chaque année à Quattro Castella. Elle fait ensuite la couverture des revues Tempo et Le Ore.
Entre 1966 et 1974, elle apparaît dans des westerns, des films d'espionnages et des comédies à petits budgets. Elle joue notamment dans un film parodiant les aventures de James Bond, Opération frère cadet (OK Connery) d'Alberto De Martino, et dans plusieurs westerns, comme Sept Écossais du Texas (7 pistole per i MacGregor) et Sept Écossais explosent (Sette donne per i McGregor) de Franco Giraldi ou Alléluia défie l'Ouest (Il West ti va stretto, amico... è arrivato Alleluja) et On m'appelle Alléluia (Testa t'ammazzo, croce... sei morto. Mi chiamano Alleluja) de Giuliano Carnimeo avec George Hilton pour partenaire.
Elle se marie au producteur Dario Sabatello et se retire de la profession en 1974.

## Filmographie

### Au cinéma
- 1964 : Les Martiens ont douze mains (I marziani hanno 12 mani) de Castellano et Pipolo
- 1964 : L'Amour primitif (L'Amore primitivo) de Luigi Scattini
- 1964 : Extraconiugale, épisode Il mondo è dei ricchi de Mino Guerrini
- 1966 : Sept Écossais du Texas (Sette pistole per i MacGregor) de Franco Giraldi
- 1966 : Sept Écossais explosent (Sette donne per i McGregor) de Franco Giraldi
- 1967 : Opération frère cadet (OK Connery) d'Alberto De Martino
- 1967 : Arriva Dorellik de Steno
- 1968 : Aujourd'hui ma peau, demain la tienne (I tre che sconvolsero il West ou Vado, vedo e sparo) d'Enzo Girolami : Rosaria Fuentes
- 1968 : I nipoti di Zorro de Marcello Ciorciolini
- 1971 : On m'appelle Alléluia (Testa t'ammazzo, croce... sei morto. Mi chiamano Alleluja) de Giuliano Carnimeo : la fausse religieuse
- 1972 : Tarzan y el arco iris de Manuel Caño
- 1972 : Alléluia défie l'Ouest (Il West ti va stretto, amico... è arrivato Alleluja) d'Anthony Ascott : Fleurette
- 1974 : Quatre Zizis dans la marine (Pasqualino Cammarata... capitano di fregata) de Mario Amendola